# Jörg Müller (Radsportler, 1961)
Jörg Müller (* 23. Februar 1961 in Aarau) ist ein ehemaliger Schweizer Radrennfahrer.

## Laufbahn
Jörg Müller war von 1984 bis 1994 Profi-Rennfahrer. 1985 gewann er die Tour de Romandie, 1986 die Tour d’Armorique. 1987 wurde er Schweizer Meister im Strassenrennen, nachdem er schon 1984 auf der Bahn nationaler Meister in der Einerverfolgung geworden war. 1989 siegte er beim Grand Prix des Amériques. 1988 belegte er beim Sechstagerennen in Zürich gemeinsam mit Daniel Gisiger den ersten Platz.
1984 startete Jörg Müller in drei Disziplinen – Einerverfolgung, Mannschaftsverfolgung und Punktefahren – bei den Olympischen Sommerspielen in Los Angeles; im Punktefahren belegte er Platz vier.
Achtmal nahm Jörg Müller zwischen 1986 und 1994 an der Tour de France teil. Beim Start 1989 gewann er gemeinsam mit seiner Mannschaft PDM-Concorde das Mannschaftszeitfahren (dabei waren u. a. Steven Rooks und Sean Kelly). Zweimal startete er zudem beim Giro d’Italia und der Vuelta a España.
Nach seinem Rücktritt vom aktiven Radsport war Jörg Müller Anfang der 2000er Jahre als Pressesprecher von Lance Armstrong tätig. Er ist nicht zu verwechseln mit dem deutschen Radrennfahrer Jörg Müller, der 2007 ein Dopinggeständnis ablegte.